# Anders Lundgren
Anders Lundgren (ur. 28 czerwca 1898 w Oslo, zm. 28 sierpnia 1964 tamże) – norweski żeglarz, olimpijczyk, zdobywca złotego medalu w regatach na Letnich Igrzyskach Olimpijskich w 1924 roku w Paryżu.
Na Letnich Igrzyskach Olimpijskich 1924 zdobył złoto w żeglarskiej klasie 6 metrów. Załogę jachtu Elisabeth V tworzyli również Christopher Dahl i Eugen Lunde.